# Elezioni comunali in Calabria del 2009
Le elezioni comunali in Calabria del 2009 si tennero il 6-7 giugno (con ballottaggio il 21-22 giugno).

## Provincia di Cosenza

### Cassano all'Ionio
|                                | Gianluca Dante Gallo ✔️ Sindaco | 6 950                | 63,54 | Unione di Centro        | 2 944  | 28,17 | 6  |  |  |
| Stabilità                      | Gianluca Dante Gallo ✔️ Sindaco | 6 950                | 63,54 | 1 084                   | 10,37  | 2     |    |  |  |
| Sviluppo                       | Gianluca Dante Gallo ✔️ Sindaco | 6 950                | 63,54 | 1 038                   | 9,93   | 2     |    |  |  |
| Buon Governo                   | Gianluca Dante Gallo ✔️ Sindaco | 6 950                | 63,54 | 1 003                   | 9,60   | 2     |    |  |  |
|                                | Roberto Silvio Antonio Falvo    | 1 966                | 17,97 | Il Popolo della Libertà | 1 086  | 10,39 | 2  |  |  |
| Nuova Cassano                  | Roberto Silvio Antonio Falvo    | 1 966                | 17,97 | 434                     | 4,15   | 1     |    |  |  |
| Venti di Cambiamento           | Roberto Silvio Antonio Falvo    | 1 966                | 17,97 | 425                     | 4,07   | –     |    |  |  |
| La Destra                      | Roberto Silvio Antonio Falvo    | 1 966                | 17,97 | 152                     | 1,45   | –     |    |  |  |
| UDEUR                          | Roberto Silvio Antonio Falvo    | 1 966                | 17,97 | 118                     | 1,13   | –     |    |  |  |
| Seggio di coalizione           | Seggio di coalizione            | Seggio di coalizione | 17,97 | 1                       |        |       |    |  |  |
|                                | Francesco Onorato Arcidiacono   | 1 681                | 15,37 | Partito Democratico     | 693    | 6,63  | 1  |  |  |
| Partito Socialista             | Francesco Onorato Arcidiacono   | 1 681                | 15,37 | 546                     | 5,23   | 1     |    |  |  |
| Cassano Lauropoli Sibari Doria | Francesco Onorato Arcidiacono   | 1 681                | 15,37 | 351                     | 3,36   | 1     |    |  |  |
| Italia dei Valori              | Francesco Onorato Arcidiacono   | 1 681                | 15,37 | 172                     | 1,65   | –     |    |  |  |
| Federazione dei Verdi          | Francesco Onorato Arcidiacono   | 1 681                | 15,37 | 122                     | 1,17   | –     |    |  |  |
| Seggio di coalizione           | Seggio di coalizione            | Seggio di coalizione | 15,37 | 1                       |        |       |    |  |  |
|                                | Antonio Canonico                | 341                  | 3,12  | Rifondazione Comunista  | 281    | 2,69  | –  |  |  |
| Totale                         | Totale                          | 10 938               | 100   |                         | 10 449 | 100   | 20 |  |  |
|                                |                                 |                      |       |                         |        |       |    |  |  |
| Fonte: Ministero dell'interno  |                                 |                      |       |                         |        |       |    |  |  |

### Corigliano Calabro
| Candidati                                                                                   | Candidati                      | II turno             | II turno           | I turno | I turno | Liste                    | Voti   | %     | Seggi |
| Candidati                                                                                   | Candidati                      | Voti                 | %                  | Voti    | %       | Liste                    | Voti   | %     | Seggi |
| ------------------------------------------------------------------------------------------- | ------------------------------ | -------------------- | ------------------ | ------- | ------- | ------------------------ | ------ | ----- | ----- |
|                                                                                             | Pasqualina Straface ✔️ Sindaca | 10 621               | 53,83              | 9 269   | 38,21   | Il Popolo della Libertà  | 3 397  | 14,78 | 6     |
| Unione di Centro                                                                            | Pasqualina Straface ✔️ Sindaca | 10 621               | 53,83              | 9 269   | 38,21   | 2 519                    | 10,96  | 5     |       |
| Con Straface il Futuro Adesso                                                               | Pasqualina Straface ✔️ Sindaca | 10 621               | 53,83              | 9 269   | 38,21   | 2 022                    | 8,80   | 4     |       |
| Giovanidee                                                                                  | Pasqualina Straface ✔️ Sindaca | 10 621               | 53,83              | 9 269   | 38,21   | 1 039                    | 4,52   | 2     |       |
| Forza Corigliano                                                                            | Pasqualina Straface ✔️ Sindaca | 10 621               | 53,83              | 9 269   | 38,21   | 873                      | 3,80   | 1     |       |
| Autonomia Popolare Democratica                                                              | Pasqualina Straface ✔️ Sindaca | 10 621               | 53,83              | 9 269   | 38,21   | 249                      | 1,08   | –     |       |
|                                                                                             | Aldo Algieri                   | 9 111                | 46,17              | 6 266   | 25,83   | Partito Democratico      | 3 664  | 15,94 | 5     |
| Per Corigliano                                                                              | Aldo Algieri                   | 9 111                | 46,17              | 6 266   | 25,83   | 803                      | 3,49   | 1     |       |
| Socialisti Democratici Ambientalisti (Partito Socialista-Federazione dei Verdi-Democratici) | Aldo Algieri                   | 9 111                | 46,17              | 6 266   | 25,83   | 675                      | 2,94   | –     |       |
| Comunisti Italiani                                                                          | Aldo Algieri                   | 9 111                | 46,17              | 6 266   | 25,83   | 623                      | 2,71   | –     |       |
| Italia dei Valori                                                                           | Aldo Algieri                   | 9 111                | 46,17              | 6 266   | 25,83   | 613                      | 2,67   | –     |       |
| Rifondazione Comunista                                                                      | Aldo Algieri                   | 9 111                | 46,17              | 6 266   | 25,83   | 318                      | 1,38   | –     |       |
| Seggio di coalizione                                                                        | Seggio di coalizione           | Seggio di coalizione | 46,17              | 6 266   | 25,83   | 1                        |        |       |       |
|                                                                                             | Giuseppe Geraci                | Giuseppe Geraci      | Giuseppe Geraci    | 5 617   | 23,15   | Corigliano nel Cuore (A) | 1 342  | 5,84  | 1     |
| Nuovi Orizzonti (A)                                                                         | Giuseppe Geraci                | Giuseppe Geraci      | Giuseppe Geraci    | 5 617   | 23,15   | 1 263                    | 5,50   | 1     |       |
| Movimento Ami.Co (A)                                                                        | Giuseppe Geraci                | Giuseppe Geraci      | Giuseppe Geraci    | 5 617   | 23,15   | 1 180                    | 5,14   | 1     |       |
| Puntiamo al Futuro (A)                                                                      | Giuseppe Geraci                | Giuseppe Geraci      | Giuseppe Geraci    | 5 617   | 23,15   | 441                      | 1,92   | –     |       |
| Seggio di coalizione                                                                        | Seggio di coalizione           | Seggio di coalizione | Giuseppe Geraci    | 5 617   | 23,15   | 1                        |        |       |       |
|                                                                                             | Giorgio Aversente              | Giorgio Aversente    | Giorgio Aversente  | 2 635   | 10,86   | Un Volto Nuovo           | 1 110  | 4,83  | –     |
| Lega Sibaritide                                                                             | Giorgio Aversente              | Giorgio Aversente    | Giorgio Aversente  | 2 635   | 10,86   | 496                      | 2,16   | –     |       |
| Seggio di coalizione                                                                        | Seggio di coalizione           | Seggio di coalizione | Giorgio Aversente  | 2 635   | 10,86   | 1                        |        |       |       |
|                                                                                             | Domenico Piattello             | Domenico Piattello   | Domenico Piattello | 264     | 1,09    | Patto per il Sud         | 178    | 0,77  | –     |
| Piattello per Corigliano                                                                    | Domenico Piattello             | Domenico Piattello   | Domenico Piattello | 264     | 1,09    | 45                       | 0,20   | –     |       |
|                                                                                             | Livio Stefani                  | Livio Stefani        | Livio Stefani      | 208     | 0,86    | Fascismo e Libertà       | 129    | 0,56  | –     |
| Totale                                                                                      | Totale                         | 19 732               | 100                | 24 259  | 100     |                          | 22 979 | 100   | 30    |
|                                                                                             |                                |                      |                    |         |         |                          |        |       |       |
| Fonte: Ministero dell'interno                                                               |                                |                      |                    |         |         |                          |        |       |       |

### Montalto Uffugo
|                                               | Ugo Gravina ✔️ Sindaco | 7 759                | 69,73 | Partito Socialista      | 2 056  | 18,95 | 5  |  |  |
| Insieme per Montalto                          | Ugo Gravina ✔️ Sindaco | 7 759                | 69,73 | 1 511                   | 13,93  | 3     |    |  |  |
| Aria Nuova                                    | Ugo Gravina ✔️ Sindaco | 7 759                | 69,73 | 1 158                   | 10,67  | 2     |    |  |  |
| Mozione 1 Progressisti Democratici Montaltesi | Ugo Gravina ✔️ Sindaco | 7 759                | 69,73 | 1 155                   | 10,65  | 2     |    |  |  |
| Rete Civica Montaltese                        | Ugo Gravina ✔️ Sindaco | 7 759                | 69,73 | 777                     | 7,16   | 2     |    |  |  |
| Azzurri                                       | Ugo Gravina ✔️ Sindaco | 7 759                | 69,73 | 757                     | 6,98   | 1     |    |  |  |
| Rifondazione Comunista                        | Ugo Gravina ✔️ Sindaco | 7 759                | 69,73 | 356                     | 3,28   | –     |    |  |  |
|                                               | Gabriella De Seta      | 2 774                | 24,93 | Alleanza per Montalto   | 824    | 7,60  | 1  |  |  |
| Progetto Democratico                          | Gabriella De Seta      | 2 774                | 24,93 | 600                     | 5,53   | 1     |    |  |  |
| Unione di Centro                              | Gabriella De Seta      | 2 774                | 24,93 | 559                     | 5,15   | 1     |    |  |  |
| Italia dei Valori                             | Gabriella De Seta      | 2 774                | 24,93 | 339                     | 3,13   | –     |    |  |  |
| Uniti per Montalto                            | Gabriella De Seta      | 2 774                | 24,93 | 230                     | 2,12   | –     |    |  |  |
| Seggio di coalizione                          | Seggio di coalizione   | Seggio di coalizione | 24,93 | 1                       |        |       |    |  |  |
|                                               | Alberto Rossi          | 595                  | 5,35  | Il Popolo della Libertà | 527    | 4,86  | –  |  |  |
| Seggio di coalizione                          | Seggio di coalizione   | Seggio di coalizione | 5,35  | 1                       |        |       |    |  |  |
| Totale                                        | Totale                 | 11 128               | 100   |                         | 10 848 | 100   | 20 |  |  |
|                                               |                        |                      |       |                         |        |       |    |  |  |
| Fonte: Ministero dell'interno                 |                        |                      |       |                         |        |       |    |  |  |